# Capella (Notensatzprogramm)
capella ist ein Notensatzprogramm, das vom Unternehmen capella-software AG aus Söhrewald entwickelt und vertrieben wird (man beachte die Schreibweise mit einem p; vgl. a cappella, hingegen z. B. capella coloniensis). capella ist für Windows und seit Version 8 (November 2017) auch für macOS verfügbar. Das Programm liegt in verschiedenen Sprachen vor, darunter Deutsch, Englisch und Französisch. Es ist vor allem im deutschsprachigen Raum verbreitet. Meist wird es im praxisbezogenen und semiprofessionellen Bereich verwendet (Schulmusiker, Kirchenmusiker, Chorleiter und Hobbymusiker). Im Netz finden sich Webseiten mit umfassenden Notensammlungen im capella-Format, z. B. bei Musicalion.com.

## Funktionsumfang
capella findet Einsatz bei ein- und mehrstimmigem Notensatz (z. B. Chorsatz und Orchesterpartituren) und für das Notieren von Liedern mit Akkorden, Strophen-Texten oder Gitarrengriffen. Die Eingabe erfolgt meist vollständig über die Computertastatur, kann aber auch per Maus oder mit einem MIDI-Keyboard durchgeführt werden. capella verfügt über eine Im- und Export-Funktion in das gebräuchliche MusicXML-Format und ermöglicht somit den Datenaustausch mit anderen Notensatzprogrammen. Ein nativ integrierter PDF-Export existiert seit Version 8. Der Betrieb von Software-Instrumenten (VST-Plug-ins) als Klangerzeuger ist möglich, die capella-eigene Klangerzeuger-Engine heißt capella-tune.

## Produktfamilie
- capella (Vollversion)
- capella start, ehemals capella 1200 (Einstiegsversion mit reduziertem Funktionsumfang)
- capella reader (Lese- und Druckprogramm für capella-Dateien)
- capella-scan (erkennt Noten und Text in gescannten Notenblättern und Partituren)
- capella audio2score (erkennt und arrangiert Noten aus Audio-Aufnahmen)
- capella melody trainer (zum Üben der eigenen Gesangs- oder Instrumentalstimme)

## Geschichte

Die Capella-Version 1.5 lief unter MS-DOS und hatte eine selbst entwickelte Benutzeroberfläche.

Der Begründer und Autor von capella  ist Hartmut Ring, Professor für Mathematik und Informatik an der Universität Siegen. Die erste Veröffentlichung erfolgte 1992 unter dem Namen Allegro. Jedoch erfolgte für die Version 1.01 – datiert auf den 15. Mai 1992 – wegen namensrechtlicher Probleme die Umbenennung in capella, nach dem Hauptstern Capella im Sternbild Fuhrmann. capella wurde zunächst für das Betriebssystem MS-DOS entwickelt und hier bis zur Version 1.5 gepflegt, die im Jahr 1993 erschien. In der DOS-Version war bereits eine eigene grafische Benutzeroberfläche integriert. Die Version 2.0 war die erste für Microsoft Windows 3.1, aber erst die Version 2.1 lief stabil.
Mit der Version 2004 wurde die Möglichkeit geschaffen, Partituren über Skripte zu bearbeiten. Auf dieser Basis gibt es vermehrt kostenlose Plug-ins, die den Funktionsumfang von capella erweitern. Neu in dieser Version ist auch der Datenexport in ein von capella-software entwickeltes offenes XML-Format.
In den 2.x-Versionen (Windows 16-Bit) war zumindest die Basisversion des Programms trotz Zwang zur vollständigen Installation über einen Kopierschutz an die eingelegte CD gebunden. Mit Capella 800 (Version 3.0, 32-Bit) wurde dieser Kopierschutz wieder entfernt. 2004 wurde eine hardwarebasierte Produktaktivierung eingeführt.
Im Jahr 2010 übernahm Bernd Jungmann die Pflege und Weiterentwicklung von capella.
Zeitgleich beendete Hartmut Ring seine aktive Beteiligung an der Programmierung von capella.
An der Version capella 8 arbeitete neben Bernd Jungmann auch Christian Schauß, an den Versionen capella 9 und capella 10 zusätzlich Markus Hübenthal.

### Versionsgeschichte
| Version    | Veröffentlichung | Anmerkungen |
| ---------- | ---------------- | --- |
| 1.0        | 1992             | Erste Version |
| 1.5        | 1993             | Letzte offizielle Version für MS-Dos |
| 2.1        | 1994             | Erste stabile Windows-Version (für Windows 3.1) |
| 2000 (3.0) | 2000             | Umfassendes Redesign des Quellcodes |
| 2002 (4.0) | 2002             | |
| 2004 (5.0) | 2004             | CapXML Im- und Export, Skript-Schnittstelle für mögliche Fremdentwicklung von Plug-ins, Verbesserte Klang-Wiedergabe durch captune, Icons im XP-Stil, Verbesserter Grafik-Export |
| 2008 (6.0) | 2008             | |
| 7.0        | 2010             | Lebende Stimmenauszüge, neue Bedienoberfläche, Grundierung, vereinfachte Systemumbrüche, erweiterte Skriptschnittstelle                                                          |
| 8.0        | 2017             | Version für Windows und macOS, neue Bedienoberfläche mit vereinheitlichter Noteneingabe und Bearbeiten-Bereich, integrierte Partitursuche                                        |
| 9.0        | 2021             | Automatische Objektplatzierung, Mehrfachselektion, Übehilfen |
| 10.0       | 2024             | Komfortabler Stimmenauszug, Grafikseiten, VST3-Unterstützung |

### Dateiformate
- *.all (Datei-Suffix in Version 1, begründet durch den ursprünglichen Programmnamen Allegro)
- *.cap, cap2-Format (Datei-Suffix für die Versionen 2 bis 4)
- *.cap, cap3-Format (Während die Dateiendung erhalten blieb, änderte sich das Dateiformat ab Version 5, capella 2004, grundlegend)
- *.capx (Datei-Suffix ab Version 7, Anpassung an XML-Standard)

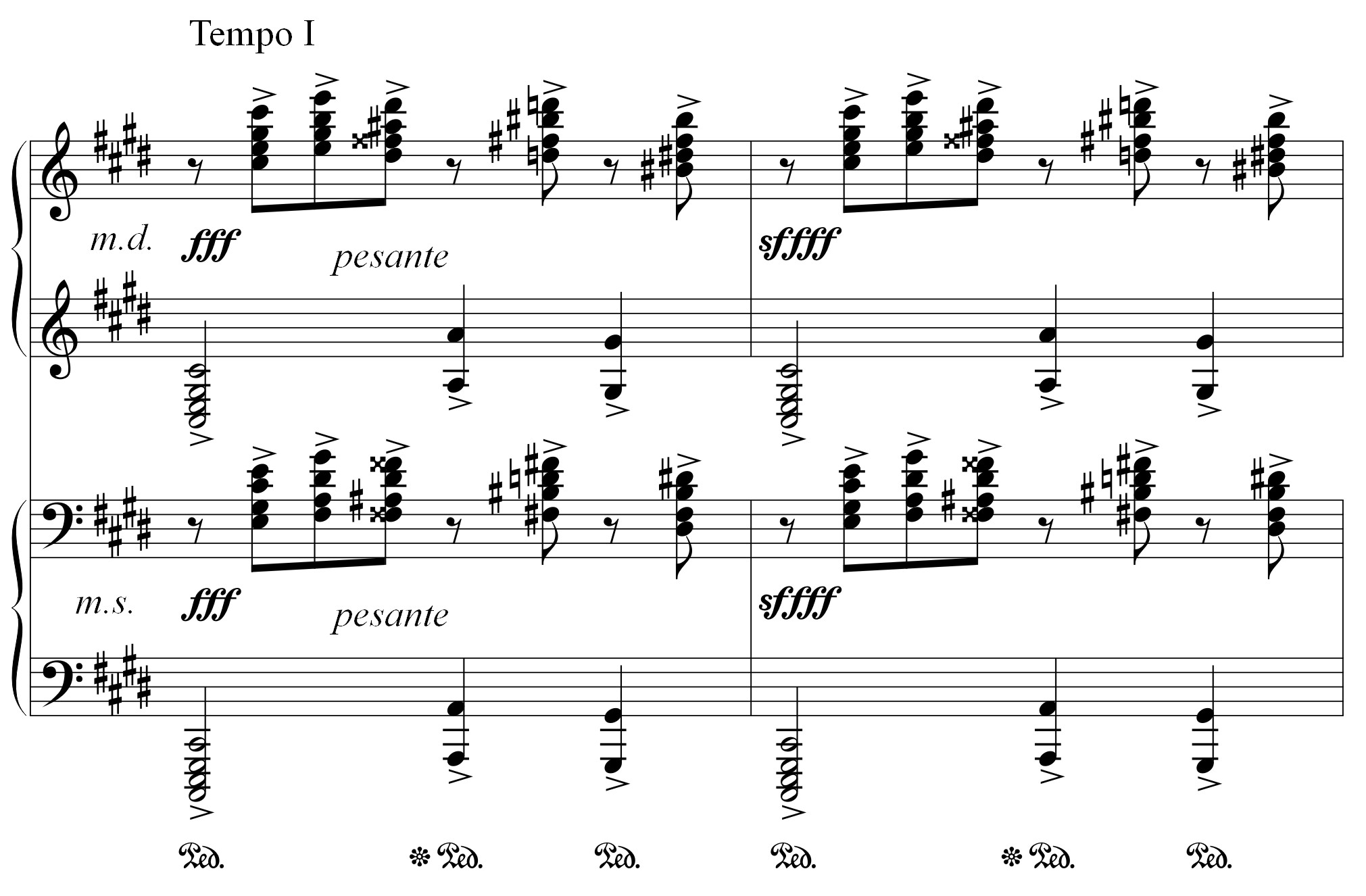
Rachmaninows Prélude cis-Moll Op. 3 Nr. 2, geschrieben in capella

## Sonstiges
Die Produktlinie der capella-Software AG besteht zurzeit aus insgesamt sieben Programmen. Diese sind capella, capella reader, capella-scan, tonica fugata, audite PLUS, capella audio2score und capella melody trainer. capella-scan dient dem Einlesen gedruckter Noten in capella mittels Optical Music Recognition und erkennt auch Text (seit Version 9 mit Hilfe der Open-Source-Software Tesseract).